# 田代明
田代 明（たしろ あかり、1995年9月9日 - ）は、日本のミュージカル女優、ソプラノ歌手。北海道札幌市出身。東京藝術大学声楽科卒業。劇団4ドル50セントの元劇団員である。

## 人物
幼少期からミュージカルが好きで小学校3年生からミュージカル女優を目指し、故郷である札幌のミュージカル劇団に参加する。
趣味は舞台観劇で、2022年10月にニューヨーク・ブロードウェイでミュージカル6作品を観劇する。また、2024年1月には韓国でミュージカル3作品を観劇。ローチケ演劇宣言（WEBマガジン）にて舞台紹介の記事を毎月連載する。
アニメや漫画が好きで、『ONE PIECE』『ハイキュー!!』『BEASTARS』『BLUE GIANT』『推しの子』『僕のヒーローアカデミア』などを愛読。
東京藝術大学で学んだ声楽やオペラ、クラシック音楽を活かして舞台や音楽活動など多方面で活躍する。

## 略歴
- 2010年ミュージカル「赤毛のアン」、2015年ミュージカル「How to succeed」、2016年オペラ「ヘンゼルとグレーテル」、ミュージカル「The Wedding Singer」、オペラ「ドン・ジョバンニ」ほか、2006年サン・ピエトロ大聖堂にてローマ法王様御前演奏、2007年「ノルディックスキー世界大会」開会式でパフォーマンス＆国歌斉唱を担当する。
- 第70回全日本学生音楽コンクール　北海道大会　声楽部門大学の部　第1位　同大会全国大会入選。
- 2017年8月23日に応募者5000人の中から秋元康プロデュース劇団4ドル50セントのメンバーとしてデビューする。[2]
- 東京藝術大学音楽学部声楽科を卒業する。
- 2022年7月18日に東京都内で劇団4ドル50セント卒業イベントを開催し、7月末に卒業する。[3]
- 2024年3月22日からORCHARDに所属する。

## 舞台出演
- プレ公演『The Making of $4.50 夢を見たけりゃ、目を開けろ。』[4]（2017年11月3日 - 5日、スパイラルホール）  本人 役
- 旗揚げ本公演『新しき国』[5] （2018年2月8日 - 12日、紀伊國屋ホール）パン屋ヤマザキ 役
- 舞台『星の王女さま』[6]（2018年4月6日 - 28日　天王洲 銀河劇場、春日井市民会館）スウィングガール
- 週末定期公演Vol.1『夜明けのスプリット』（2018年6月30日 - 8月3日、KeyStudio）  メガネ 役
- 週末定期公演Vol.2『夜明けのスプリット』（2018年8月11日 - 9月14日、KeyStudio） サマンサ 役
- 第2回本公演『ピエロになりたい』（2018年11月22日 - 12月2日、オルタナティブシアター） ディスティニー 役
- 舞台『GIRLS REVUE』[7]（2019年1月10日　-　2月2日、オルタナティブシアター、サンケイホールブリーゼ）スウィングガール
- スマホドラマ劇場版『あなたがいなくて僕たちは』（2019年7月3日 - 7日、原宿駅前ステージ） 本人 役
- Alexandrite Stage Produce 舞台『The Gatsby In Tokyo』（2019年9月25日 - 10月10日、DDD青山クロスシアター）キャサリン 役
- Alexandrite Stage Produce舞台『CHICACO』（2019年10月22日　-　27日、ラゾーナ川崎プラザソル）相葉舞 役
- 劇団4ドル50セント×柿喰う客 コラボ公演『学芸会レーベル』[8]（2020年1月30日 - 2月9日、DDD青山クロスシアター） 副園長先生　役
- 舞台『風待ちの庭』（2019年2月26日 - 3月1日、劇場バルスタジオ）山川優美 役
- 音楽劇『夜のピクニック』[9] （2020年10月1日 -　4日、水戸芸術館ACM劇場）梶谷千秋 役
- 堀江貴文主演プロデュース・ミュージカル『クリスマス・キャロル2020』（2020年12月8日　-　15日、東京キネマ倶楽部）ベティ　役
- 劇団4ドル50セント オリジナル公演『Take Off!!!!』（2022年3月17日 - 22日（新型コロナウイルスの影響により 3月19日以降の7公演中止）、シアターグリーン BOX in BOX THEATER） OL 役 / ユン 役
- 王様の演劇部　1st Performance 舞台『時間よ止まれ！』（2022年6月9日 - 12日、吉祥寺ライブハウス　ROCK JOINT GB）黒汐凪 役
- ミュージカル『あした天使になあれ2022』（2022年6月29日　-　7月3日、俳優座劇場）沢田ひろみ　役
- 音楽朗読劇『パレード』（2022年9月7日　-　11日、劇場HOPE）女役
- ミュージカル『吾輩は狸である』[10]（2022年10月5日　-　9日、CBGKシブゲキ!!）主演　ジュリ絵　役
- ミュージカル『クリスマス・キャロル2022』（2022年12月7日 - 13日、東京キネマ倶楽部）ベティ　役
- 舞台『雨上がりのあさに』（2023年2月22日 - 26日、シアターグリーンBIG TREE THEATER）長嶺加奈子役、シャマシュ役
- 舞台『オオカミの誘惑』[11]（2023年5月17日 - 21日、六行会ホール）足立柑菜　役
- 舞台『ファンファーレ!!』〜響き続けた吹奏楽部の物語〜[12]（2023年7月13日 - 17日、水戸市民会館中ホール）リカ　役
- 音楽朗読劇『パレード』（2023年8月23日　-　27日、劇場HOPE）女役
- ミュージカル『クリスマス・キャロル2023』（2023年12月7日　-　13日、東京キネマ倶楽部）ベティ　役
- ミュージカル『かえるのロッキンチェア』（2024年5月3日　-　5日、アトリエ第Q藝術） 主演　紬季　役
- ミュージカル『ピーターパン』[13]（2024年7月24日　-　8月31日、東京国際フォーラムホールC、御園座、広島文化学園HBGホール、新川文化ホール大ホール、梅田芸術劇場メインホール）ロストボーイズ・ニブス 役
- ミュージカル『NO.6』[14]（2024年11月8日 - 24日、天王洲 銀河劇場、梅田芸術劇場シアター・ドラマシティ）アンサンブル
- 堀江貴文主演プロデュース・ミュージカル『ブルーサンタクロース』（2024年12月12日　-　18日、東京キネマ倶楽部）桃子　役
- オフ・ブロードウェイミュージカル『TARRYTOWN』[15]（2025年3月8日　- 30日、YCC県民文化ホール小ホール、浅草九劇）主演　カトリーナ　役
- ミュージカル『ツミとバツ』（2025年4月16日 - 21日 、すみだパークシアター倉）コオリミチナ　役
- REAL TRAUM THEATER:フランスフェア2025記念公演 レハール作曲・ミュージカペラ『メリー・ウィドウ』出演決定[16](2025年10月13日　-  15日、三越劇場) ヴァランシエンヌ 役

## ライブ・コンサート
- THEこだわりSONGS ＃1 (2019年12月22日、JAZZ LIVE Lydian)
- 田代明　First Solo LIVE『1ヶ月遅れのAkari Tashiro Birthday Live』（2023年10月9日、池袋Absolute Blue)
- 『CHRISTMAS CONCERT2023』（2023年12月22日、 ダイヤゲート池袋1Fエントランスホール)
- 『THE GLEE SPECIAL CONCERT』（2024年3月17日、神楽坂The Glee）

## 音楽
- 音楽劇『夜のピクニック』サウンドトラックより参加曲『どうして歩くだけなのに』『夜のピクニック』『夜は最高』（2020年10月1日リリース）
- ミュージカル『クリスマスキャロル2020』にて劇中曲が各音楽配信サイトより楽曲配信が開始される。（2020年12月9日デジタルリリース）
- リアル脱出ゲーム『夜の海賊遊園地からの脱出』楽曲の歌唱を担当する。[17](2024年5月10日)
- 介護老人保健施設しおんにてテーマソング「しおんのうた」の作詞、歌唱を担当する。[18]（2025年5月25日）
- ミュージカル「NO.6」の全公演楽曲の音楽配信が開始される。(2025年8月6日デジタルリリース）

## イベント
- 新劇団『 劇団4ドル50セント』旗揚げ記者会見[19]（2017年8月23日、草月ホール）
- Rakuten GirlsAward 2017 AUTUMN/WINTER オープニングアクト（2017年9月16日、幕張メッセ）
- LAGUNA MUSIC FES.2018 新春スペシャル （2018年1月4日、ラグーナテンボス ）
- マイナビ presents 第28回 東京ガールズコレクション 2019 SPRING/SUMMER オープニングアクト（2019年3月30日、横浜アリーナ）
- 『SPECIAL COUNTDOWN FES ~GO！2020~』（2019年12月31日、SKY CIRCUS サンシャイン60展望台　ライブステージ）
- リーディングミュージカル『雪色オルゴール』[20]（2021年12月19日、日本橋公会堂） ユリ（少女）役
- GIRLS Reading Theater『童話シリーズ』in ASAKUSA 朗読劇　(2022年1月10日、浅草花劇場)
- 田代明の劇団4ドル50セント卒業イベント[21]（2022年7月18日、DESEOmini）
- リアル脱出ゲーム『怪人眠るオペラ座からの脱出』[22](2023年5月10日 - 6月18日、東京ミステリーサーカスB1 ラボ大ホール)　マリア役（歌唱パート）
- Musical Awards Tokyoのスピンオフ企画として「日比谷フェスティバル」と連動したクリエイター＆オリジナル作品育成プロジェクト「Musical Next Seeds（ミュージカル・ネクスト・シーズ）」にて作品『Aile（エイル）』に出演[23]（2025年5月10日、東京ミッドタウン日比谷 ステップ広場）
- グラン座ブロードウェイの『Color of Page』にsingerとして出演[24](2025年7月7日 - 毎週月曜日出演、座・グラン東京)

## WEB掲載
- SHOWROOMマガジンにてインタビュー記事[25]（2018年10月10日掲載）
- SNSにアップした映画『天使にラブ・ソングを』の劇中歌を歌う動画が話題になる。[26]（2020年5月16日avexportal掲載）
- ローチケ演劇宣言『今月の優先順位高めです』舞台紹介[27]（2021年5月から毎月掲載）
- カンフェティにてミュージカル『吾輩は狸である』のインタビュー記事[28]（2022年9月9日）
- ミュージカル『かえるのロッキンチェア』の出演者インタビュー記事[29]（2024年4月1日掲載）
- 青山メインランドファンタジースペシャル ブロードウェイミュージカル『ピーターパン』出演に関連し『ローチケ演劇宣言！』にインタビューが掲載。[30]（2024年7月17日掲載）

## ラジオ
- TOKYO FM番組　SHOWROOM主義　パーソナリティ前田裕二[31]（2018年8月25日・9月1日　ゲスト出演）

## テレビ
- やれたかも委員会（2018年6月、 MBS/TBSドラマ）
- 2018 FNSうたの夏まつり（フジテレビ系列、2018年7月25日）
- PLAYLIST（TBS系列、2018年10月23日）
- 2018 FNS歌謡祭 第2夜（フジテレビ系列、2018年12月12日）
- 痛快TV スカッとジャパン（フジテレビ系列、2020年8月・2021年2月）
- 『勇者の歌声（魂と絆のオーディション）』ドラゴンクエストダイの大冒険魂の絆の主題歌オーディション番組で最終選考まで残る。[32]（テレビ東京系列、2021年10月-11月）
- AKB48の歌（2022年5月、 ひかりTVドラマ ）

## 映画
- 映画『キスカム！　COME ON,KISS ME AGAIN　』（2020年）
- 映画『僕らはみーんな生きている』（2022年）

## CM
- PlayStation®4用ソフトウェア「コール オブ デューティ ワールドウォーII」（2017年10月）
- 山手線サイネージ広告 劇団4ドル50セント選抜メンバー×SHOWROOM　（2019年3月）
- イオンカードTVCM　櫻坂46『カードな櫻坂編』（2021年2月）